# بهج‌الصباغه فی شرح نهج‌البلاغه
بهج‌الصباغه فی شرح نهج‌البلاغه نام مجموعه‌ای چهارده جلدی است که توسط محمدتقی شوشتری (متوفی ۱۳۷۴ خورشیدی) به زبان عربی تألیف شد.

## ساختار و محتوا
شوشتری در این مجموعه چهارده جلدی شرح خود را بر اساس طبقه‌بندی موضوعی تنظیم کرده که مشتمل بر ۶۰ فصل است. هر یک از این فصل‌ها در موضوع خاصی است و در مجموع، ۹۳۳ عنوان را دارا می‌باشد. وی راهی را که برای شرح صحیح بیانات علی بن ابی‌طالب انتخاب کرده، شرح نهج‌البلاغه با نهج‌البلاغه یا کلمات علی است. او با استفاده از این شیوه، به نوعی به شرح روایی و تشکیل خانواده حدیثی از کلمات علی پرداخته‌است.

## ویژگی‌ها
برخی از ویژگی‌های این کتاب عبارتند از:
- شرح موضوعی نهج‌البلاغه
- نگرش انتقادی به برخی از شرح‌های پیشین از جمله شرح ابن ابی‌الحدید و شرح ابن‌میثم بحرانی
- مستندسازی روایات نهج‌البلاغه براساس متون قبل از تألیف نهج‌البلاغه
- توجه به ظرائف حوادث تاریخی
- بی‌طرفی علمی در نقد و بررسی[۳]

## جایگاه
جایگاه این کتاب به قدری است که تا کنون موضوع چندین یادداشت، مقاله و پایان‌نامه قرار گرفته‌است.